# Sir Balin

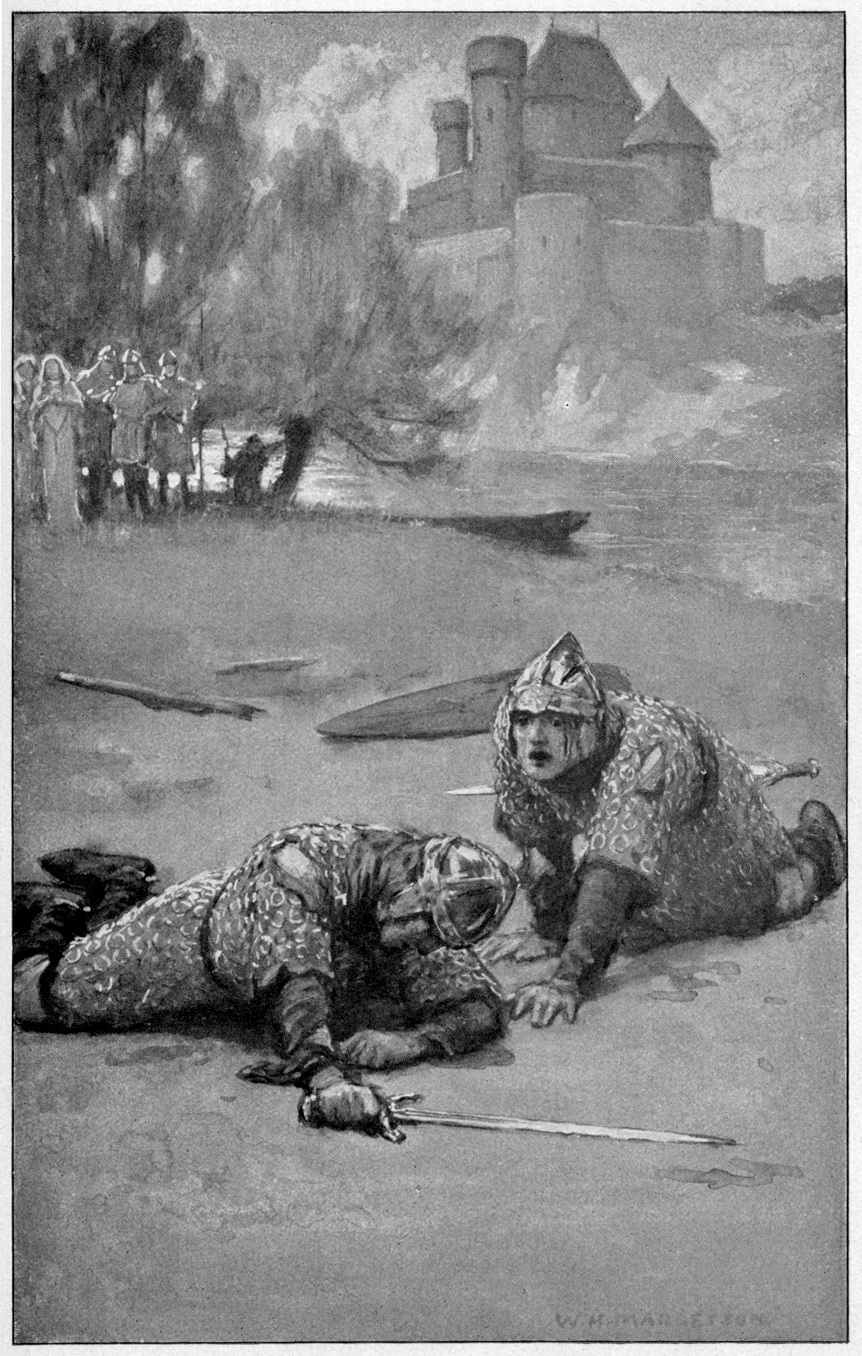
Balan e Balin morenti, in un'illustrazione di W. H. Margetson per Legends of King Arthur and His Knights (1914)

Sir Balin il Selvaggio, detto anche il Cavaliere dalle Due Spade, è un personaggio della materia di Bretagna. Un valente cavaliere, non fa tuttavia in tempo a entrare a far parte dei Cavalieri della Tavola Rotonda, in quanto muore in uno scontro fratricida con il fratello Sir Balan prima che tale istituzione venga creata.
La storia di Sir Balin e suo fratello Balan si trova nell'epica rivisitazione di Thomas Malory della leggenda arturiana, La Morte di Artù (Libro II, La ballata di Balin e Balan). Malory ha basato il suo racconto sulla continuazione del secondo libro del ciclo post-vulgata francese antico della leggenda del Graal, la Suite du Merlin, risalente alla metà del XIII secolo.
Nonostante sia un personaggio minore all'interno della saga arturiana, Sir Balin è noto soprattutto per essere colui che infligge il "colpo doloroso" al Re Pescatore, con la lancia che trafisse Cristo sulla Croce, creando così la scena per la versione post-Vulgata della ricerca del Santo Graal.  